# Platycheirus chalconota
Platycheirus chalconota är en tvåvingeart som först beskrevs av Philippi 1865.  Platycheirus chalconota ingår i släktet fotblomflugor, och familjen blomflugor. Inga underarter finns listade i Catalogue of Life.